# Daniel Cangialosi
Daniel Gustavo Cangialosi (Junín, Argentina, 5 de junio de 1971) es un exfutbolista argentino. Jugaba de mediocampista y ha militado en 3 clubes de Argentina y en 2 clubes de Chile.

## Clubes
| Club                | País      | Año       |
| ------------------- | --------- | --------- |
| Sarmiento de Junín  | Argentina | 1991-1994 |
| Vélez Sarsfield     | Argentina | 1994-1995 |
| Platense            | Argentina | 1995      |
| Deportes Concepción | Chile     | 1996-1998 |
| Audax Italiano      | Chile     | 1999      |
| Sarmiento de Junín  | Argentina | 2000-2001 |